# شاد باغي (سراب)
شادباغي هي قرية في مقاطعة سراب، إيران. عدد سكان هذه القرية هو 439 في سنة 2006.